# Kroktjärnen (Råneå socken, Norrbotten, 732102-180640)
Kroktjärnen är en sjö i Bodens kommun i Norrbotten och ingår i Vitåns huvudavrinningsområde.